# Arrecife coralino de agua fría

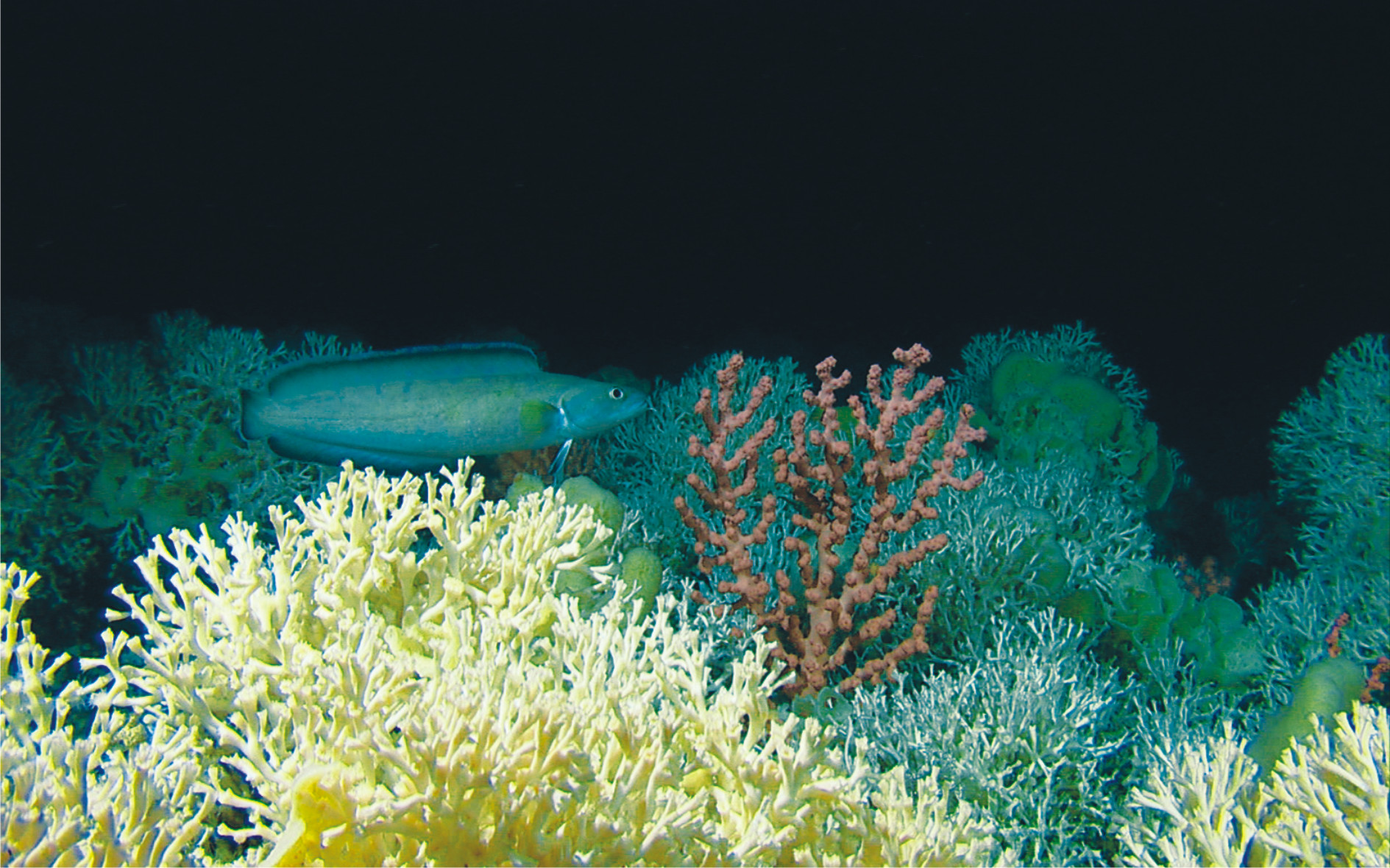
Arrecife de coral Lophelia.

Los arrecifes coralinos de agua fría o arrecifes coralinos de aguas profundas se desarrollan en un ambiente marino más profundo y más oscuro que los arrecifes de coral de superficie, y suelen estar a una profundidad de más de 1000 m, donde las temperaturas pueden llegar a 4 °C. Están formados primordialmente por cnidarias madrepóricas, el más común de los corales, pero también contienen algunos corales negros y corales suaves, incluyendo gorgonias. Forman, como los arrecifes de superficie, un verdadero ecosistema.
A diferencia de los corales de aguas templadas, estos corales no dependen de la zooxantelas por lo que fácilmente pueden vivir en aguas profundas. Las agrupaciones de varios kilómetros de coral Lophelia se dan en muchas partes del mundo y muchas otras especies de corales de agua fría contribuyen al desarrollo de arrecifes más profundos.
Aunque hay casi tantas especies de corales de aguas profundas como de aguas superficiales, sólo unas pocas especies de aguas profundas son capaces de desarrollar arrecifes. Los corales forman agregaciones llamadas placas, montículos, montañas, bosques o matorrales. Estas agregaciones se nombran a menudo como "arrecifes", pero se diferencian de ellos estructural y funcionalmente. De hecho, originalmente la palabra "arrecife" designaba una estructura rocosa a flor del agua, de origen biológico o no, pero en el contexto de la divulgación de este ecosistema, el término "arrecifes de coral de agua fría" está muy extendido.
Los cables submarinos y los métodos de pesca, tales como la pesca de arrastre, tienden a romper y destruir los arrecifes de coral aislados. Los arrecifes de coral de agua fría están protegidos por la United Kingdom Biodiversity Action Plan, que fue la respuesta del gobierno del Reino Unido al Convenio sobre la Diversidad Biológica celebrado en la Cumbre de la Tierra de Río de Janeiro, en 1992.

## Descubrimiento y estudio

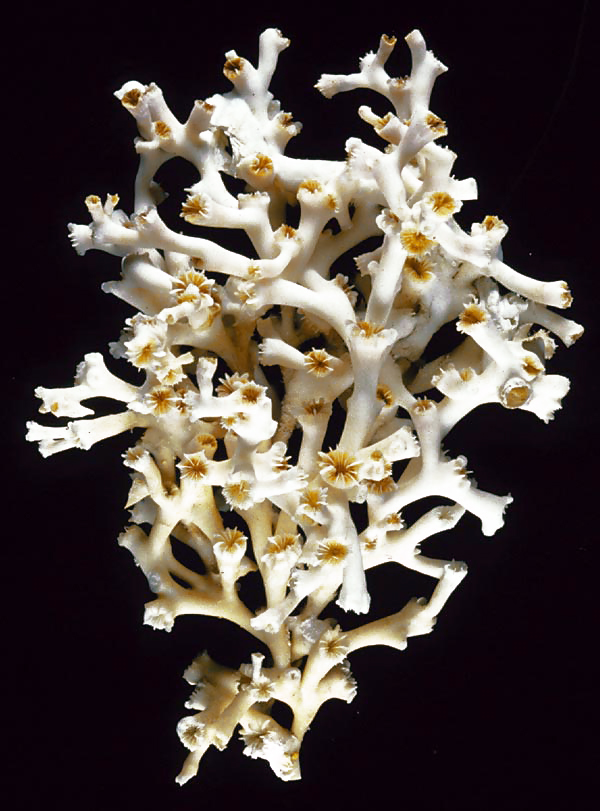
El coral Lophelia no tiene pigmentación.

Los arrecifes coralinos de agua fría son muy desconocidos, porque los corales también construyen sus arrecifes en las aguas oscuras y frías de las latitudes altas, como en la plataforma continental de Noruega. Fueron descubiertos por los pescadores hace unos 250 años, lo que atrajo el interés de los científicos. Los primeros científicos no sabían cómo estos arrecifes podrían subsistir en las condiciones aparentemente estériles y oscuras de las altas latitudes. Hasta que el desarrollo tecnológico no permitió que un submarino tripulado pudiera alcanzar una profundidad suficiente para estudiarlos no se pudieron analizar, por lo que los científicos están empezando a comprender estas organizaciones. El trabajo pionero de Wilson (1979) llevó al descubrimiento de una colonia en la costa de Irlanda. El primer vídeo de un gran y profundo arrecife coralino fue obtenido en julio de 1982, cuando la compañía petrolera noruega Statoil encontró un arrecife, de 15 metros de altura y 50 metros de ancho, a una profundidad de 280 metros, cerca de la isla Fugloy, cerca del círculo polar ártico, al norte de Noruega.
Durante su investigación sobre el arrecife Fugloy, Hovland y Mortensen también encontraron pockmarks, cráteres en el océano profundo resultantes de la liberación de gas o de líquido cerca del arrecife. Desde entonces, cientos de arrecifes de coral han sido cartografiados y estudiados. Aproximadamente el 60 % de los arrecifes se desarrollan cerca de estos cráteres. Teniendo en cuenta que los cráteres se forman por la expulsión de líquidos y gases (incluyendo metano), muchos científicos especulan que puede haber un vínculo entre la existencia de los arrecifes de coral de aguas profundas y los nutrientes por infiltración (hidrocarburos ligeros, como el metano, el etano y el propano) a través de fondo marino. Esta hipótesis recibe el nombre de «teoría hidráulica» para los arrecifes de coral de aguas profundas.
Las comunidades de Lophelia albergan una muy diversa vida marina, como esponjas, gusanos poliquetos, moluscos, crustáceos, ofiuroideos, estrellas de mar, erizos de mar, briozoos, cangrejo araña, peces, y muchas otras especies de vertebrados e invertebrados.
El primer simposio internacional sobre los corales de aguas profundas, se celebró en Halifax, Canadá, en el año 2000. El simposio examinó todos los aspectos de los corales de aguas profundas, incluidos los métodos para su protección.

## Taxonomía

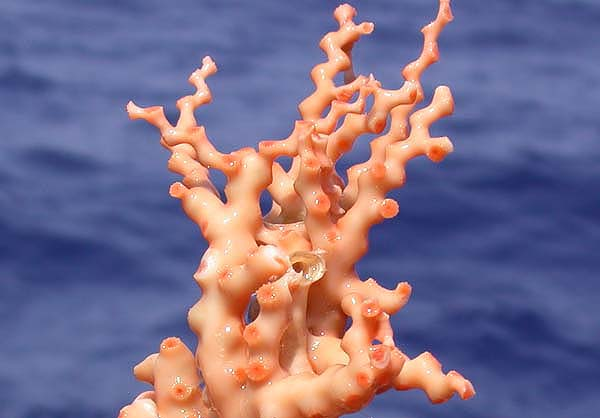
Coral de agua fría Madrepora oculata.

Los corales son animales del filo Cnidaria. y de la clase Anthozoa. Los Anthozoa se dividen en dos subclases: los octocorales (alcyonaria) y los hexacorales (zoantharia). Los corales blandos son octocorales, como las plumas de mar Pennatula. Los hexacorales incluyen las anémonas marinas y los corales pétreos. Los octocorales tienen ocho tentáculos en su cuerpo, mientras que los hexacorales tienen seis, o múltiplos de seis. La mayoría de los corales de aguas profundas son corales pétreos.